# Нахско-дагестански народи
Нахско-дагестански, североисточнокавкаски или источнокавкаски народи, су породица народа која насељава подручје североисточног Кавказа, које се налази највећим делом на територији руских република Дагестан, Чеченија и Ингушетија, а мањим делом на територији суседних држава Азербејџан и Грузија, где је насељено изоловано од остатка породице неколико веома малих народа. 

## Језици
Нахско-дагестански народи говоре језицима из североисточнокавкаске породице језика.

## Класификација
Нахско-дагестански народи се деле на две основне групе нахске и дагестанске народе. У прошлости се веровало да су народи из дагестанске подгрупе, језички међусобно ближи једни другима, него народима из нахске подгрупе. Међутим, данас је то мишљење оспорено.
Нахско-дагестански народи се деле на:
- Нахски народи
  - Вајнахски народи
    - Чечени
    - Ингуши

  - Бацбијци
- Дагестански народи
  - Аварско-андијско-дидојски народи
    - Аварско-андијски народи
      - Авари
      - Андијски народи
        - Андијци
        - Ахвахци
        - Каратинци
        - Ботлихци
        - Годоберинци
        - Багулали
        - Тиндинци
        - Чамалали

    - Дидојски народи
      - Западнодидојска група
        - Дидојци
        - Хинухци
        - Хваршини

      - Источнодидојска група
        - Бежтинци
        - Хунзибци

  - Лакци
  - Даргинци
  - Лезгински народи
    - Источнолезгинска група
      - Лезгини
      - Табасарани
      - Агули

    - Западнолезгинска група
      - Рутулци
      - Цахури

    - Јужнолезгинска група
      - Будухи
      - Кризи

    - Арчинска група
      - Арчинци

    - Удинска група
      - Удини

  - Хиналугци